# Tachyphonus delatrii
Tachyphonus delatrii е вид птица от семейство Тангарови (Thraupidae).

## Разпространение
Видът е разпространен в Еквадор, Колумбия, Коста Рика, Никарагуа, Панама и Хондурас.